# 鈴木邦彦 (神経化学者)
鈴木 邦彦（すずき くにひこ、1932年2月5日 - 2025年2月12日）は、日本の神経化学者、神経内科医。東京府出身。日本学士院会員。
先天性代謝異常のスフィンゴリピドーシスに関する研究で世界をリードした。クラベ病の病因酵素の異常を発見、疾患モデルマウスを作出した。東京大学医学部卒業。アルバート・アインシュタイン医科大学などを経て、ノースカロライナ大学チャペルヒル校神経科学センター名誉センター長・名誉教授。2002年日本学士院賞受賞。2008年日本学士院会員。